# Hérin
Hérin is een gemeente in het Franse Noorderdepartement (Frans: département du Nord) (regio Hauts-de-France). De plaats maakt deel uit van het arrondissement Valenciennes. Hérin telde op 1 januari 2022 4.176 inwoners.

## Geografie
De oppervlakte van Hérin bedroeg op 1 januari 2022 4,48 vierkante kilometer; de bevolkingsdichtheid was toen 932,1 inwoners per km².

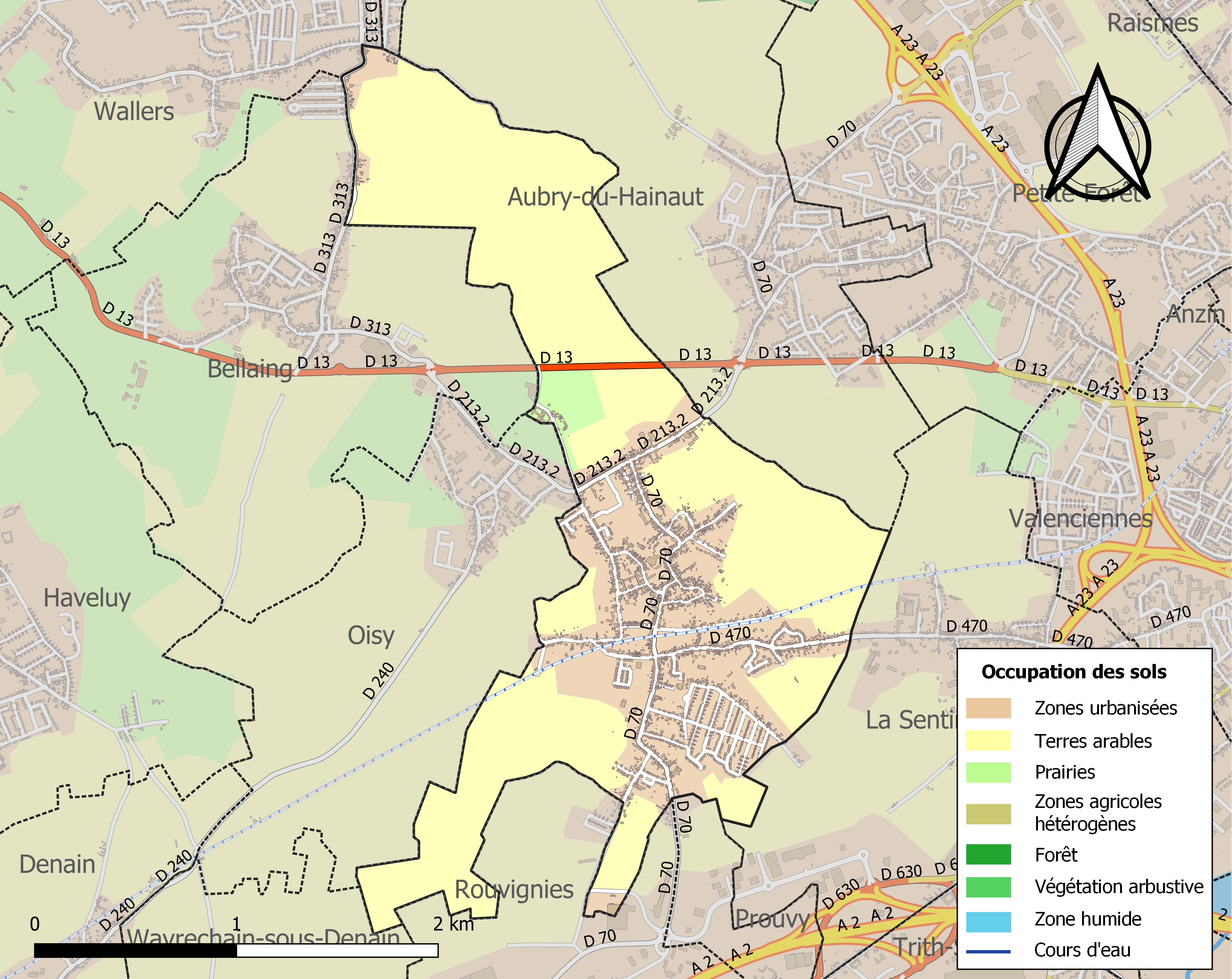
Kaart van de gemeente met belangrijkste infrastructuur, bodemgebruik en omliggende gemeenten

## Bezienswaardigheden
- De Église Saint-Amand

## Demografie
Onderstaande figuur toont het verloop van het inwonertal (bron: INSEE-tellingen).